# Nathan Smith
Nathan Smith (Woodbury, 1770. január 8. – Washington, 1835. december 6.) az Amerikai Egyesült Államok szenátora (Connecticut, 1833–1835).